# Germanicus (agnomen)
Germanicus was in het oude Rome oorspronkelijk een overwinningstitel, verwijzend naar het toenmalige Germania (geografisch niet zo duidelijk omlijnd als het latere Duitsland). "Germanicus" gebruikt als titel kon toegekend worden aan veldheren die zich verdienstelijk hadden gemaakt bij het onder Romeinse heerschappij brengen van het toenmalige Germania. Soms werd dit dan een cognomen die doorgegeven werd aan het nageslacht, of gewoon de naam waarmee een van de kinderen van een Germanicus-veldheer specifiek mee aangeduid werd.
- Nero Claudius Drusus (of: Drusus maior), kreeg als een van de eerste de titel Germanicus, na een beslissende rol te hebben gespeeld in de verovering van Germania in het laatste kwart eeuw voor onze tijdrekening.

De naam ging over op diens zonen:
- De persoon die algemeen bekend werd onder de naam Germanicus, was de oudste zoon van Drusus maior
- Drusus maiors andere zoon, Keizer Claudius, had Germanicus als een van zijn cognomina. (NB: toen deze keizer later de veldtocht ter herovering van Britannia had geleid, en dus de overwinningstitel Britannicus had kunnen toevoegen aan zijn naam, verkoos hij deze naam rechtstreeks door te geven aan zijn zoon, die als Britannicus bekend werd)

Germanicus gaf de naam door aan zijn kinderen:
- Keizer Caligula, in Germania geboren, kreeg Germanicus als een van zijn namen mee (en behield deze als onderdeel van zijn monarchale naam).
- Nero Julius Caesar Germanicus, of Nero (Julius) Caesar, oudste zoon van Germanicus

Ook de volgende generatie kreeg de naam door:
- Keizer Nero, geboren uit een dochter van Germanicus, kreeg de naam Germanicus toegevoegd na adoptie door zijn grootoom Keizer Claudius.

Niet verwant met voorgaanden, zouden een hele reeks Keizers de overwinningstitel "Germanicus", al dan niet gebaseerd op werkelijke overwinningen, aan hun naam toevoegen:
- Vitellius (uit het Vierkeizerjaar), na veroveringen in Germania
- Domitianus
- Nerva
- Trajanus
- Marcus Aurelius
- enz..., zie Lijst van overwinningstitels van Romeinse keizers